# Hawkeye (Iowa)
Hawkeye – miasto w Stanach Zjednoczonych, w stanie Iowa, w hrabstwie Fayette. W 2000 roku liczyło 489 mieszkańców.